# Lasserre (Haute-Garonne)
Lasserre is een gemeente in het Franse departement Haute-Garonne (regio Occitanie). De plaats maakt deel uit van het arrondissement Toulouse. Op 1 januari 2018 werd de gemeente Pradère-les-Bourguets aan Lasserre toegevoegd. De gemeente telde 982 inwoners op 1 januari 2017.

## Geografie
De oppervlakte van Lasserre bedroeg op 1 januari 2017 9,51 vierkante kilometer; de bevolkingsdichtheid was toen 103,3 inwoners per km².

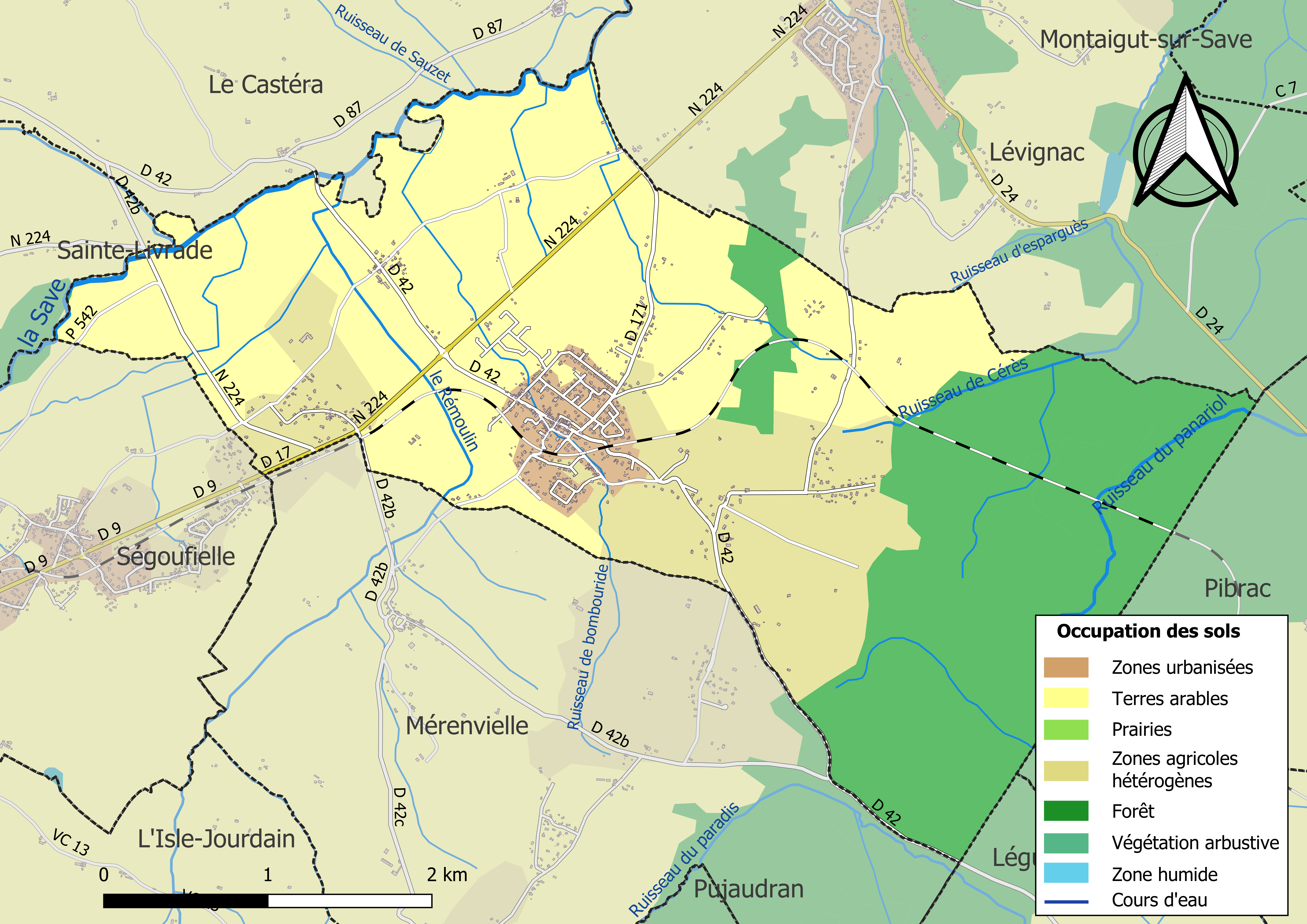
Kaart van de gemeente met belangrijkste infrastructuur, bodemgebruik en omliggende gemeenten

## Demografie
Onderstaande figuur toont het verloop van het inwonertal (bron: INSEE-tellingen).